# کبوتر سبز خال‌دار
کبوتر سبز خال‌دار (نام علمی: Caloenas maculata) نام یک گونه منقرض‌شده از تیره کبوتر است.